# اچ‌ام‌اس هیلاری (کی۳۵۲)
اچ‌ام‌اس هیلاری (کی۳۵۲) (به انگلیسی: HMS Duff (K352)) یک کشتی بود که طول آن ۳۰۶ فوت (۹۳ متر) بود. این کشتی در سال ۱۹۴۳ ساخته شد.